# تل توپی
تل توپی مربوط به دوران‌های تاریخی پس از اسلام است و در شهرستان خرم بید، بین روستای مشکان و قشلاق واقع شده و توسط اقای جابر حیدری فرد باستان پژوه میدانی شمال فارس کشف وشده است .این اثر در تاریخ ۲۵ اسفند ۱۳۷۹ با شمارهٔ ثبت ۳۴۱۱ به‌عنوان یکی از آثار ملی ایران به ثبت رسیده است.